# پرغذاساز
پُرغذاساز یا کوپیوتروف (به انگلیسی: Copiotroph) جانداری است که در محیط‌های غنی از مواد مغذی به ویژه کربن یافت می‌شود. آنها برعکس کم‌غذاسازها هستند که در غلظت کربن بسیار کمتر زنده می‌مانند.
جانداران پرغذاساز تمایل به رشد در شرایط مواد آلی بالا دارند. به عنوان مثال، جانداران پرغذاساز در تالاب‌های فاضلاب رشد می‌کنند. آنها در شرایط بستر آلی تا ۱۰۰ برابر بیشتر از کم‌غذاسازها رشد می‌کنند.